# Уберто Висконти
Уберто Висконти (на италиански: Uberto Visconti; * ок. 1170, † пр. 1248) е италиански благородник, феодал и господар на Масино, Албицате, Безнате и Чизлаго. Въпреки че има следи от Ерипрандо Висконти, починал през 1037 г., Уберто е считан за основоположник на династията на господарите на Милано. 

## Произход
Той е син на Руджеро Висконти (* ок. 1130 † сл. 1189), консул на Милано през 1172 г. и подест на Бергамо през 1189 г., и на съпругата му Гариция (* 1155 † ?). Брат е на Ерипрандо Висконти, епископ на Верчели (1208), архиепископ на Милано (1212).
Висконти са господари на Масино – стратегически разположено място по височините на запад от езерото Маджоре и река Тичино. През XII век са споменати като васали на архиепископа. Семейството получава името си от латинското vice comitis, което означава: vice (онзи, който представя) и comites (с теб), т.е. означава онзи, който е бил с някого, т.е. императорът за Висконти. Често срещани в стари документи са двама предци на това семейство: Ерипранд (Херипранд) Висконти и Валдерик Висконти (863 г.). Вероятно Висконти са едно от семействата на capitanei, на които архиепископ Ландолф (979 – 998) дава владения, наречени caput plebis. Свързаната с това документация е от 1157 г. и изглежда, че Висконти са държали Капитанство Марлиано (днес Мариано Коменсе). Те получават преди 1070 г. държавната длъжност на виконт, която бързо става наследствена за всичките им мъжки наследници. Функцията на виконтите или викариите на графа е свързана с приемането на герба, изобразяващ усойница, поглъщаща дете и който все още се намира на герба на Община Милано. Семейството скоро е разделено на няколко клона, някои от които са инвестирани с владения, отдалечени от Милано. Клонът, от който идват господарите на Милано, произлиза от Уберто.

## Биография
Семейство Дела Торе го упреква в липса на религиозно чувство по време на консисторията на папа Климент IV във Витербо с единствената цел да предотврати избирането на сина му Отоне за архиепископ на Милано 

## Брак и потомство
∞ за Берта Пировано, от която има шест или седем сина и една дъщеря:
- Отоне Висконти (* 1207 в Инворио, † 8 август 1295 в Киаравале), архиепископ на Милано (1262–1295), господар на Милано (1277–1278 и 1282 - 1287), пръв представител на Висконти в Милано.
- Ацоне Висконти († 1262)
- Андреото Висконти, баща на Теобалдо Висконти, дядо на Матео I Висконти – господар на Милано
- Обицо Висконти († сл. 1266), господар на Масино, юридически консул на Милано (1266); ∞ за Фиорина, дъщеря на Руфино Мандели и Алдезия Пиетрасанта, от която има един син.
- Беатриче Висконти, ∞ за Еджидио, граф на Кортенова
- Уберто Висконти, епископ на Вентимиля
- Гаспаре Висконти († сл. 1248), подест на Олежо (1248), родоначалник на следните семейства: Господари на Касано Маняго (изчезнали през 19 век), Господари на Йераго (изчезнали през 1715 г.), Виконти на Безнате (изчезнали през 1715 г.), Виконти на Крена (изчезнали през 1722 г.), Господари на Гропело (изчезнали през 1598 г.), Графове на Карбонара (изчезнали през 1693 г.), Графове и господари на Фонтането (изчезнали през 1887 г.), Господари на Албицате (изчезнали през 1633 г.), Висконти Боромео, графове на Фаняно (изчезнали през 1564 ф.), Висконти Боромео Арезе, графове на Бребия (изчезнали през 1750 г.)
- Пиетро Висконти